# Nelson Dunford
Nelson Dunford (St. Louis (Missouri), 12 de dezembro de 1906 — Sarasota, 7 de setembro de 1986) foi um matemático estadunidense.
Conhecido por seu trabalho sobre análise funcional, mais especificamente medida vetorial, teoria ergódica e operadores lineares.
Estudou matemática na Universidade de Chicago, obtendo o Ph.D. em 1936 na Universidade Brown, orientado por Jacob Tamarkin. Em 1939 foi para a Universidade Yale, onde permaneceu até aposentar-se em 1960.
Em 1981 foi laureado, juntamente com Jacob Theodore Schwartz, seu aluno de doutorado, com o Prêmio Leroy P. Steele da American Mathematical Society pelos três volumes da obra Linear Operators.
Nelson Dunford foi coeditor do Transactions of the American Mathematical Society (1941–1945) e Mathematical Surveys and Monographs (1945–1949).

## Publicações
- Nelson Dunford, Jacob T. Schwartz, Linear Operators, Part I General Theory ISBN 0-471-60848-3, Part II Spectral Theory, Self Adjoint Operators in Hilbert Space ISBN 0-471-60847-5, Part III Spectral Operators ISBN 0-471-60846-7